# Beatriz Fernández
Beatriz Fernández Ibáñez (ur. 19 marca 1985 w Santanderze) – hiszpańska piłkarka ręczna grająca na pozycji środkowej rozgrywającej. Brązowa medalistka olimpijska 2012. Dwukrotna wicemistrzyni Europy (2008 oraz 2014). Brązowa medalistka mistrzostw Świata (2011).Obecnie występuje we francuskiej Division 1 Kobiet, w drużynie CJF Fleury Loiret Handball.

## Sukcesy

### reprezentacyjne
- brązowa medalistka igrzysk olimpijskich 2012 w Londynie
- srebrna medalistka mistrzostwa Europy 2008 i 2014
- brązowa medalistka mistrzostw Świata 2011

### klubowe
- srebrna medalistka mistrzostw Hiszpanii 2007, 2012
- brązowa medalistka mistrzostw Hiszpanii 2008
- zdobywczyni pucharu Królowej 2008
- finalistka pucharu Królowej 2010, 2012
- złota medalistka mistrzostw Francji 2015
- srebrna medalistka mistrzostw Francji 2013
- zdobywczyni pucharu Francji 2014
- zdobywczyni pucharu Ligi Francuskiej 2015
- finalistka pucharu zdobywców pucharów 2015